# Віра Ґіріц
Ґіріц Віра (русинською Віры Ґіріц, Ужгород, 29 липня 1946) — русинська громадська діячка в Угорщині. З 2003 по 2007 та з 2011 по 2014 роки була головою Державного самоврядування русинів Угорщини, а з 2014 року — першою руською спікеркою Національних зборів.

## Життєпис
Народилася на Закарпатті в родині русинів. Там же закінчила середню школу й отримала диплом вчителя, після чого переїхала до Угорщини в 1978 році. Після зміни режиму долучилася до громадського життя русинів, стала членом Національного об'єднання русинів імені Антонія Годинки, а згодом — Національного об'єднання русинів Угорщини. 
Після 2001 року вона почала займатися справами русинів на рівні місцевої влади та обрана до Асоду й Крайового місцевого самоврядування русинів. У 2003 році її обрано президенткою останнього, на цій посаді перебувала до 2007 року, але залишалася членкинею Асоду та національного муніципалітету. У 2011 році вона знову стає президенткою національного муніципалітету. 
На парламентських виборах 2014 року стала лідеркою русинського національного списку. Оскільки список не отримав преференційного мандату, 
Ґіріц стала першою спікеркою русинської національної меншини в Національних зборах. На парламентських виборах 2018 року знову стає лідеркою русинського національного списку.
Окрім громадської діяльності, вона займається питаннями русинської мови і написала книгу про мову під назвою «Ruszin sáralgás» («Русинська розмова»). Вона також займається збереженням пам'яті про Антонія Годинку. У 2006 році стала одним із лауреатів премії імені Антонія Годинки.